# Верхнекижингинский сомон
Се́льское поселе́ние «Верхнекижингинский сомон» (бур. Дээдэ Хэжэнгын һомон) — муниципальное образование в Кижингинском районе Бурятии Российской Федерации.
Административный центр — улус Эдэрмэг.

## История
Статус и границы сельского поселения установлены Законом Республики Бурятия от 31 декабря 2004 года № 985-III «Об установлении границ, образовании и наделении статусом муниципальных образований в Республике Бурятия»

## Население
| 2002 | 2011 | 2012 | 2013 | 2014 | 2015 | 2016 |
| ---- | ---- | ---- | ---- | ---- | ---- | ---- |
| 1067 | ↘935 | ↘891 | ↘871 | ↘870 | ↘854 | ↘830 |
| 2017 | 2018 | 2019 | 2020 | 2021 | 2023 | 2024 |
| ↘823 | ↘806 | ↘777 | ↘768 | ↘738 | ↘715 | ↘685 |

## Состав сомона
| № | Населённый пункт | Тип населённого пункта       | Население |
| - | ---------------- | ---------------------------- | --------- |
| 1 | Куорка           | улус                         | ↘202      |
| 2 | Леоновка         | село                         | ↘222      |
| 3 | Эдэрмэг          | улус, административный центр | ↘514      |